# Dariusz Jabłoński (réalisateur)
Pour les articles homonymes, voir Dariusz Jabłoński.
Dariusz Jabłoński (né le 30 mai 1961 à Varsovie) est un réalisateur et producteur polonais, président de sa propre société de production, Apple Film Production (en), et l'un des principaux producteurs indépendants de Pologne.

## Biographie
Dariusz Jabłoński est diplômé de l'école de cinéma de Łódź en Pologne. Il débute en tant qu'assistant réalisateur dans la série Le Décalogue de Krzysztof Kieślowski et dans deux films de Filip Bajon. Il produit et réalise Wizyta starszej pani (1986), premier film indépendant polonais puis Chronique couleur du ghetto de Lodz (Fotoamator,1998), qui a reçu le FIPA d'or dans la catégorie documentaire à Biarritz (1999).
En 1990, il fonde Apple Film Production (en), société de production polonaise.
En 2019, il produit et réalise la série Géométrie de la mort (Zasada przyjemności) diffusée en France au mois de novembre 2020 sur Arte.
Dariusz Jabłoński est l'un des fondateurs des Polish Film Awards (Aigles du cinéma polonais) et de l'Académie polonaise du cinéma (en) dont il est l'actuel président.

## Filmographie

### Comme scénariste
- 1998 : Chronique couleur du ghetto de Łódź (Fotoamator, documentaire)
- 2008 : Gry wojenne (documentaire)

### Comme réalisateur
- 1986 : Wizyta starszej pani (La Visite de la vieille dame) (documentaire)
- 1998 : Chronique couleur du ghetto de Łódź (pl) (Fotoamator, documentaire)
- 2007 : Wino truskawkowe (pl)
- 2008 : Gry wojenne (pl) (documentaire)
- 2019 : Géométrie de la mort (Zasada przyjemności, série)

### Comme acteur
- 1988 : Décalogue VII (en) : (l'ami de Wojtek)

## Crédit d'auteurs
- (pl)/(en) Cet article est partiellement ou en totalité issu des articles intitulés en polonais « Dariusz Jabłoński (reżyser) » (voir la liste des auteurs) et en anglais « Dariusz Jabłoński » (voir la liste des auteurs).